# Jasin (sura)
Jasin (arabsko Ya-Seen) je 36. sura (poglavje) v Koranu, ki jo sestavlja 83 ajatov (verzov). Je meška sura.
Med opravljanjem molitve (salata oz. namaza) pri tej suri verniki opravijo 5 ruku'jev (priklonov).